# Makthar
Cet article concerne la ville tunisienne moderne. Pour la cité antique, voir Site archéologique de Makthar.
Pour les articles homonymes, voir Maktar.
Makthar (arabe : مكثر), aussi orthographiée Maktar ou Mactar, est une ville du Nord-Ouest de la Tunisie, située sur un plateau à la bordure nord de la dorsale tunisienne.

## Géographie
Elle est localisée à la limite entre le nord-ouest et le centre-ouest de la Tunisie, à une centaine de kilomètres au sud-ouest de Tunis et à quelques dizaines de kilomètres au sud-est du Kef. Avec une altitude de 900 mètres, elle constitue le chef-lieu le plus élevé du pays.
Chef-lieu d'une délégation du gouvernorat de Siliana, la ville compte 13 542 habitants en 2014.

## Histoire
Elle est surtout connue pour son important site archéologique dont il subsiste de nombreux vestiges exposés dans un parc archéologique et dans un petit musée sur le site.
La ville se situe sur le territoire de la tribu des Ouled Ayar.

## Culture
Chaque année, la ville accueille un festival, nommé « Festival Maktaris », qui représente un dynamisme économique pour la région.

## Personnalités liées
- Lafif Lakhdar (1934-2013), intellectuel franco-tunisien, y est né.
- Rym Kefi, scientifique tunisienne, auteure d'une thèse en 2005 sur les origines et la diversité de la population ancienne de Makthar.